# Campionat d'Europa d'atletisme de 1934
El Campionat d'Europa d'atletisme de 1934 fou la primera edició del Campionat d'Europa d'atletisme organitzat sota la supervisió de l'Associació Europea d'Atletisme i la Federació Italiana d'Atletisme. La competició tingué lloc a l'Estadi Benito Mussolini de la ciutat de Torí (Itàlia) entre els dies 7 i 9 de setembre de 1934.
En la primera edició només pogueren competir els homes.

## Medallistes

### Categoria masculina
| Event                  | Or                                                                           | Or         | Plata                                                                    | Plata    | Bronze                                                                      | Bronze   |
| 100 m                  | Chris Berger · Països Baixos                                                 | 10.6       | Erich Borchmeyer · Alemanya                                              | 10.7     | József Sir · Hongria                                                        | 10.7     |
| 200 m                  | Chris Berger · Països Baixos                                                 | 21.5       | József Sir · Hongria                                                     | 21.5     | Tinus Osendarp · Països Baixos                                              | 21.6     |
| 400 m                  | Adolf Metzner · Alemanya                                                     | 47.9       | Pierre Skawinski · França                                                | 48.0     | Bertil von Wachenfeldt · Suècia                                             | 48.0     |
| 800 m                  | Miklós Szabó · Hongria                                                       | 1:52.0     | Mario Lanzi · Itàlia                                                     | 1:52.0   | Wolfgang Dessecker · Alemanya                                               | 1:52.2   |
| 1500 m                 | Luigi Beccali · Itàlia                                                       | 3:54.6     | Miklós Szabó · Hongria                                                   | 3:55.2   | Roger Normand · França                                                      | 3:57.0   |
| 5000 metres            | Roger Rochard · França                                                       | 14:36.8    | Janusz Kusociński · Polònia                                              | 14:41.2  | Ilmari Salminen · Finlàndia                                                 | 14:43.6  |
| 10000 metres           | Ilmari Salminen · Finlàndia                                                  | 31:02.6    | Arvo Askola · Finlàndia                                                  | 31:03.3  | Henry Nielsen · Dinamarca                                                   | 31:27.4  |
| Marató                 | Armas Toivonen · Finlàndia                                                   | 2: 52:29   | Thore Enochsson · Suècia                                                 | 2: 54:36 | Aurelio Genghini · Itàlia                                                   | 2: 55:04 |
| 110 metres tanques     | József Kovács · Hongria                                                      | 14.8       | Erwin Wegner · Alemanya                                                  | 14.9     | Holger Albrechtsen · Noruega                                                | 15.0     |
| 400 metres tanques     | Hans Scheele · Alemanya                                                      | 53.2       | Akilles Järvinen · Finlàndia                                             | 53.7     | Christos Mantikas · Grècia                                                  | 54.9     |
| 50 km marxa            | Jānis Daliņš · Letònia                                                       | 4: 49:53   | Arthur Tell Schwab · Suïssa                                              | 4: 53:09 | Ettore Rivolta · Itàlia                                                     | 4: 54:06 |
| relleus 4x100 metres   | AlemanyaEgon Schein · Erwin Gillmeister · Gerd Hornberger · Erich Borchmeyer | 41.0       | HongriaLászló Forgács · József Kovács · József Sir · Gyula Gyenes        | 41.4     | Països BaixosTinus Osendarp · Tjeerd Boersma · Robert Jansen · Chris Berger | 41.6     |
| relleus 4x400 metres   | AlemanyaHelmut Hamann · Hans Scheele · Harry Voigt · Adolf Metzner           | 3:14.1     | FrançaRobert Paul · Georges Guillez · Raymond Boisset · Pierre Skawinski | 3:15.6   | SuèciaSven Strömberg · Pelle Pihl · Gustaf Ericson · Bertil von Wachenfeldt | 3:16.6   |
| Salt d'alçada          | Kalevi Kotkas · Finlàndia                                                    | 2.00       | Birger Halvorsen · Noruega                                               | 1.97     | Veikko Peräsalo · Finlàndia                                                 | 1.97     |
| Salt de llargada       | Wilhelm Leichum · Alemanya                                                   | 7.45       | Otto Berg · Noruega                                                      | 7.31     | Luz Long · Alemanya                                                         | 7.25     |
| Salt amb perxa         | Gustav Wegner · Alemanya                                                     | 4.00       | Bo Ljungberg · Suècia                                                    | 4.00     | John Lindroth · Finlàndia                                                   | 3.90     |
| Triple salt            | Willem Peters · Països Baixos                                                | 14.89      | Eric Svensson · Suècia                                                   | 14.83    | Onni Rajasaari · Finlàndia                                                  | 14.74    |
| Llançament de pes      | Arnold Viiding · Estònia                                                     | 15.19      | Risto Kuntsi · Finlàndia                                                 | 15.19    | František Douda · Txecoslovàquia                                            | 15.18    |
| Llançament de disc     | Harald Andersson · Suècia                                                    | 50.38      | Paul Winter · França                                                     | 47.09    | István Donogán · Hongria                                                    | 45.91    |
| Llançament de javelina | Matti Järvinen · Finlàndia                                                   | 76.66 (WR) | Matti Sippala · Finlàndia                                                | 69.97    | Gustav Sule · Estònia                                                       | 69.31    |
| Llançament de martell  | Ville Pörhölä · Finlàndia                                                    | 50.34      | Fernando Vandelli · Itàlia                                               | 48.69    | Gunnar Jansson · Suècia                                                     | 47.85    |
| Decatló                | Hans-Heinrich Sievert · Alemanya                                             | 6858       | Leif Dahlgren · Suècia                                                   | 6666     | Jerzy Pławczyk · Polònia                                                    | 6399     |

## Medaller
| Posició | País           | Or | Plata | Bronze | Total |
| 1.      | Alemanya       | 7  | 2     | 2      | 11    |
| 2.      | Finlàndia      | 5  | 4     | 4      | 13    |
| 3.      | Països Baixos  | 3  | 0     | 2      | 5     |
| 4.      | Hongria        | 2  | 3     | 2      | 7     |
| 5.      | Suècia         | 1  | 4     | 3      | 8     |
| 6.      | França         | 1  | 3     | 1      | 5     |
| 7.      | Itàlia         | 1  | 2     | 2      | 5     |
| 8.      | Estònia        | 1  | 0     | 1      | 2     |
| 9.      | Letònia        | 1  | 0     | 0      | 1     |
| 10.     | Noruega        | 0  | 2     | 1      | 3     |
| 11.     | Polònia        | 0  | 1     | 1      | 2     |
| 12.     | Suïssa         | 0  | 1     | 0      | 1     |
| 13      | Dinamarca      | 0  | 0     | 1      | 1     |
| 13      | Grècia         | 0  | 0     | 1      | 1     |
| 13      | Txecoslovàquia | 0  | 0     | 1      | 1     |